# Fenylopropanoloamina
Fenylopropanoloamina, norefedryna (łac. Phenylpropanolaminum) – organiczny związek chemiczny, stymulująca substancja psychoaktywna z rodziny fenetylamin, używana jako lek na zapalenie oskrzeli i niedociśnienie. Efektem ubocznym wielu fenetylamin jest zmniejszenie apetytu. Ta właściwość fenylopropanolaminy została również wykorzystana – w USA jest ona czasem stosowana jako lek wspomagający odchudzanie.